# Davis-Nunatakker
Die Davis-Nunatakker sind eine kleine Gruppe von Nunatakkern in der antarktischen Ross Dependency. Sie ragen als südlicher Vorläufer der Dominion Range rund 5 km nordwestlich des Mount Ward im Transantarktischen Gebirge auf. 
Das Advisory Committee on Antarctic Names benannte sie 1966 nach Ronald N. Davis vom United States Antarctic Program, einem Geophysiker und Seismologen auf der Amundsen-Scott-Südpolstation im Winter 1963.